# Hinrichsfehn
Hinrichsfehn ist ein Stadtteil von Wiesmoor im Landkreis Aurich in Ostfriesland.

## Geschichte
Der Stadtteil ist der jüngste Wiesmoors und entstand erst nach dem Zweiten Weltkrieg. Anstoßgeber zur Gründung der Siedlung war der Direktor des Torfkraftwerkes der Nordwestdeutschen Kraftwerke, Jan Hinrichs. Nach ihm wurde die Siedlung benannt.
Das Gelände, auf dem der Stadtteil entstand, war bereits zuvor kultiviert worden. Die ersten 63 Häuser im neuen Ortsteil wurden noch aus Torfsoden und Lehm gebaut und mit Reet gedeckt. Bis 1960 wuchs der Ortsteil auf 830 Menschen, was 1951 einen Schulbau und 1955 die Gründung des Sportvereins Hinrichsfehn nach sich zog. 1965 wurde die evangelisch-lutherische Versöhnungskirche als Filialkirche der Wiesmoorer Kirche eingeweiht. 1987 wurde sie zur Kirche der eigenständigen Versöhnungskirchengemeinde Hinrichsfehn. Derzeit (Stand: 2010) wohnen in Hinrichsfehn mehr als 1000 Personen.
Der Stadtteil war von Anbeginn als Gärtnerei-Siedlung konzipiert. Bis heute wird er von Baumschulen und anderen Gartenbaubetrieben geprägt. An der Oldenburger Straße (Landesstraße 12) befindet sich das südlichste Gewerbegebiet der Stadt; es liegt der Bundesautobahn 28 am nächsten. In Hinrichsfehn bestand von 1964 bis 1993 die Fehnkaserne, die das Flugabwehrraketen-Bataillon 26 beherbergte. Seit 1987 gibt es im Stadtteil eine Golfanlage (damals 18, heute 27 Loch), die damit der größte Golfplatz Ostfrieslands ist.